# Сироп
Сироп (на френски: sirop; на арабски: شراب صيدلاني) е концентриран захарен разтвор или смес от различни въглехидрати (захароза, глюкоза, фруктоза, малтоза) във вода или в натурални плодови сокове. Съдържанието на захар в сиропа обикновено е в границите от 40 до 80 %. Сиропът служи за напояване на сладкарски изделия – торта, баклави, реванета и др.

## Външен вид и свойства
Представлява прозрачна или леко жълтеникава и гъста течност. Сиропите от растителен вид имат аромат, съответстващ на дадени плодове.

## Област на приложение
- В медицината използват се за подобрение на вкуса на различни лекарства.
- В производството на безалкохолни напитки водни сиропи със съдържание на захар 30 – 60% се използват при приготвянето на безалкохолни напитки, а също за производство при консервирането на плодови компоти.
- Плодови сиропи се употребяват непосредствено при консумация на десерти или приготвянето на сладкарски продукти.
- Различни видове захарни сиропи се използват за приготвянето на алкохолни коктейли.